# Bray-sur-Somme
Bray-sur-Somme là một xã ở tỉnh Somme, vùng Hauts-de-France, Pháp.

## Địa lý
Thị trấn này tọa lạc trên giao lộ giữa đường D1 và đường D329, khoảng 20 dặm Anh về phía đông-đông bắc của Amiens.
Xung quanh là đồi về phía đông và tây. Phía nam là đầm lầy có sông Somme chảy qua.

## Dân số
| 1962                                                         | 1968 | 1975 | 1982 | 1990 | 1999 |
| ------------------------------------------------------------ | ---- | ---- | ---- | ---- | ---- |
| 1185                                                         | 1226 | 1242 | 1220 | 1320 | 1316 |
| Số liệu điều tra dân số từ năm 1962, dân số không tính trùng |      |      |      |      |      |